# Kenny Parchman
 (avril 2008).
 (septembre 2019).
Si vous disposez d'ouvrages ou d'articles de référence ou si vous connaissez des sites web de qualité traitant du thème abordé ici, merci de compléter l'article en donnant les références utiles à sa vérifiabilité et en les liant à la section « Notes et références ».
Kenny Parchman, né le 15 janvier 1932 près de Jackson dans le comté de Madison, Tennessee (États-Unis), et mort le 2 juin 1999, est un chanteur de rockabilly américain.

## Biographie
A l'âge de 14 ans, il connaît une tragédie : la maison dans laquelle il habitait avec sa famille est entièrement détruite par un incendie le 29 décembre 1946.  
Il forme son premier groupe de musique au lycée. À la sortie du lycée, il rejoint l'armée et est déchargé en 1955. Peu après, assurant des live shows en soirée, il rencontre Jerry Lee Lewis qui n'a alors que 14 ans. 
Il signe en août 1956 un contrat avec Sam Phillips de Sun Records et enregistre son premier morceau Love Crazy Baby et I Feel Like Rockin la même année. Il enregistre son premier album chez Sun Records en 1957, dont une première version de son titre Get It Off Your Mind. Il est publié seulement en 1985. 
Love Crazy a été enregistré le 5 janvier 1957. Ce morceau de rockabilly, made in Memphis, trouve des influences dans les œuvres de Carl Perkins et de Warren Smith. 
Il retourne au studio Sun le 5 janvier 1957 pour enregistrer Treat Me right et une deuxième version de Love Crazy Baby avec Jerry Lee Lewis au piano. Le single sortira seulement dans les années 1990. Lors de son enregistrement, Kenny Parchman rompt son contrat avec son manager et Sam Philips, qui travaille avec d'autres artistes tels Roy Orbison, Carl Perkins, Johnny Cash et Jerry Lee Lewis. 
En juillet 1957, Kenny Parchman est invité par Jimmy Martin, alors directeur du nouveau label de Jackson, Jaxon Records, pour enregistrer. Dans les studios, il rencontre Carl Mann, repéré par Jimmy Martin. 
Son dernier show live enregistré remonte à 1975. Kenny Parchman dirigeait à Jackson une entreprise de construction spécialisée dans les pavillons de banlieue. Certaines des rues de cette ville où il a mené des projets de développement immobilier portent le nom des membres de sa famille. 
En 1991, Kenny Parchman est atteint de la maladie mycobacterium avium. Il meurt en 1999 dans la ville de Madison (en), Tennessee  (États-Unis).

## Discographie
- Love Crazy Baby (Sun Records le 10 septembre 1956)
- I Feel Like Rockin' (Sun records le 10 septembre 1956)
- Treat Me Right (Sun Records, 5 janvier 1957)
- You Call Everybody Darling (Sun Records 7 août 1957)
- Get It Off Your Mind (Sun Records le 10 avril 1957)
- Don't You Know or What's Rhe Reason (Sun Records, 10 avril 1957)
- Treat Me Right (Jaxon 504 - Juillet 1957)
- Don't You Know (Jaxon 504 - Juillet 1957)
- Treat Me Right (Sun Records  7 août 1957)
- A Feel Rockin' (Sun Records 7 août 1957)
- Y I Feel Like Rockin' (Sun Records 1957-58)
- treat me right(version 3) sun charly lp
- Tennesse Zip
- Love Crazy Baby(version 2)
- Get It Off Your Mind (Jaxon ?) début 1958
- Satellite Hop (instrumental)(2 versions)
- You Call Everybody Darling (Sun Records 5 octobre 1958)
- Treat Me Right (Sun Records, 5 octobre 1958)
- Always Thiking (date de l'enregistrement non connu) SPECTRUM 0118
- You Call Everybody Darling VERSION DIFFERENTE SPECTRUM 0118
- Love crazy baby (version 3)

inedits sun records:crazy love/don't you know(réenregistré pour jaxon)/i'm sorry i'm not sorry/
Enregistrements réalisés à diverses autres occasions
- I'm Sorry I'm Not Sorry
- Closing Time
- You Got Me Under Your Spell Again
- I Can't Help
- Am I Loosing You
- Don't You Get Ever Tired Of Hurting Me
- My Happiness (instrumental)
- Honky Tonk (Instrumental)
- Instrumental inconnu
- You Still Got A Flame In My Heart
- I'm Sorry I'm Not Sorry
- Your Cheating Heart
- In The Mood
- Honky Tonk (Instrumental)
- Instrumental

Enregistrements réalisés en 1975
- Never Ending Love Me
- One Night
- Memphis, TN
- How's My Ex Treatinf You
- Johnny B. Goode
- Burning Bridges
- When The Saints Go Marching In
- Version Inconnue
- Version Inconnue
- Proud Mary
- Arkansas Twist
- Shake Rattle & Roll
- I'm Gonna Be A Wheel Someday